# Michael Balfour
Michael Balfour (Oxford, 22 de noviembre de 1908-Witney, 16 de septiembre de 1995) fue un historiador británico.

## Biografía
Era hijo de Graham Balfour. Estudió en Rugby School y en el Balliol College de Oxford, donde se graduó en Historia. Visitó Alemania por primera vez en 1930, donde se hizo amigo de Helmuth James von Moltke. En 1934 se casó con Grizel Wilson, con quien tuvo tres hijas.
Durante la Segunda Guerra Mundial, Balfour trabajó en el Ministerio de Información y el Departamento de Inteligencia Política del Ministerio de Relaciones Exteriores. En 1944 se unió a la División de Guerra Psicológica del Cuartel General Supremo de la Fuerza Expedicionaria Aliada y después de la guerra se convirtió en director de Relaciones Públicas y Servicios de Información, Comisión de Control, en la zona británica de la Alemania ocupada por los Aliados.
Fue director de Información en la Junta de Comercio de 1947 a 1964 y, más adelante, profesor de Historia Europea en la Universidad de East Anglia de 1966 a 1974.

## Obras
- States and Mind: Reflections on Their Interaction in History (The Cresset Press, 1953).[2]
- Four-Power Control in Germany and Austria, 1945-1946 (Oxford University Press, 1956). Coautor junto a John Mair.[3][a]
- The Kaiser and His Times (Houghton Mifflin, 1964).[4][5]
- Helmuth von Moltke: a leader against Hitler (St. Martin's Press, 1972). Coautor junto a Julian Frisby.[6][b]
- Propaganda in War, 1939–1945: Organisations, Policies and Publics in Britain and Germany (Routledge y Kegan Paul, 1979).[7]
- The Adversaries: America, Russia, and the Open World, 1941–62 (Routledge and Kegan Paul, 1981).[8]
- Britain and Joseph Chamberlain (Allen & Unwin, 1985).[9]
- Withstanding Hitler in Germany, 1933–45 (Routledge, 1988).[10]
- West Germany: A Contemporary History (St. Martin's Press, 1982).[11]